# 莫赫納奇
51°44′13″N 30°46′49″E / 51.73694°N 30.78028°E
莫赫納奇（烏克蘭語：Мохначі），是烏克蘭北部的村莊，隸屬切爾尼希夫州的切爾尼希夫區。該村始建於1756年，面積0.83平方公里，海拔高度155米，2001年人口214，人口密度每平方公里257.8人。